# Flassenberg
Flassenberg ist ein Ortsteil der Mittelstadt Wegberg im Kreis Heinsberg im Bundesland Nordrhein-Westfalen.

## Geografie

### Lage
Flassenberg liegt südöstlich von Wegberg an der Landesstraße 46.

### Nachbarorte
| Kehrbusch | Felderhof                                   | Schönhausen |
| Grambusch | Kompassrose, die auf Nachbargemeinden zeigt | Isengraben  |
| Oerath    | Erkelenz                                    |             |

## Infrastruktur

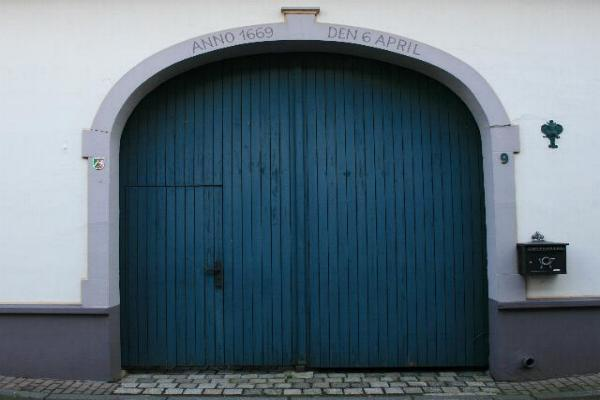
Torbogen in Flassenberg

- Es existieren mehrere landwirtschaftliche Betriebe, ein Schäfer, ein Transportunternehmen für Sand und Kies.
- Der Ort ist ländlich geprägt in ruhiger Lage ohne Durchgangsverkehr.

Die AVV-Buslinien 411 und 418 der WestVerkehr verbinden Flassenberg an Schultagen mit Wegberg, Erkelenz und Niederkrüchten. Abends und am Wochenende kann der MultiBus angefordert werden.
| Linie | Verlauf |
| ----- | --- |
| 411   | morgens: Kehrbusch → Isengraben → Flassenberg → Rath-Anhoven Schule → Schönhausen → Felderhof → Bissen bei Beeck → Moorshoven → Holtum → Uevekoven → Wegberg → Beeck Grundschule morgens: Bissen → Busch → Holtmühle → Kipshoven → Gripekoven – Ellinghoven → Beeck Grundschule → Wegberg mittags/nachmittags: Wegberg → Beeck Grundschule → Holtum → Uevekoven → (Bissen →) Busch → Holtmühle → Kipshoven → Gripekoven → Ellinghoven → Moorshoven → Bissen bei Beeck → Felderhof → Schönhausen → Rath-Anhoven Schule → Isengraben → Flassenberg → Kehrbusch |
| 418   | Erkelenz Bf – (Erkelenz ZOB –) (Kehrbusch → Isengraben → Flassenberg ← Isengraben ← Kehrbusch –) Grambusch – Schwanenberg – Geneiken – (Wildenrath Gewerbegebiet –) Tüschenbroich – Watern – Wegberg Busbf (– Wegberg Bf – Harbeck – Merbeck – Venn – Tetelrath – Silverbeek – Niederkrüchten) |

## Sehenswürdigkeiten

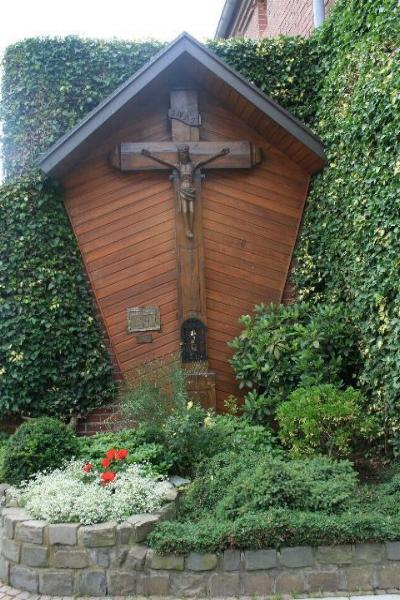
Wegekreuz in Flassenberg

- Wegekreuz, In Flassenberg, als Denkmal Nr. 40
- Hofanlage, In Flassenberg 9, als Denkmal Nr. 41

## Vereine
- Dorfgemeinschaft Isengraben, Flassenberg, Kehrbusch.
- Dorfausschuss, zuständig für die Orte Rath-Anhoven, Isengraben, Flassenberg, Kehrbusch und Mehlbusch.
- Freiwillige Feuerwehr Wegberg, Löschgruppe Rath-Anhoven, zuständig auch für die Ortschaft Flassenberg.